# Pierre-Étienne Falconet
Pour les articles homonymes, voir Falconet.
Pierre-Étienne Falconet (1741-1791) est un peintre et graveur français spécialisé dans le portrait et ayant fait une grande partie de sa carrière en Angleterre. Fils du sculpteur Étienne Maurice Falconet, il épousa l'élève de ce dernier, Marie-Anne Collot.

## Biographie
Né à Paris le 9 octobre 1741, Pierre-Étienne, sur les conseils et recommandations de son père, entreprend des études d'art à l'Académie royale de peinture et de sculpture. Cependant, très lié à Joshua Reynolds, son père l'envoie ensuite à Londres travailler aux côtés du maître anglais. Il s'y installe en 1766, année au cours de laquelle il obtient une première récompense de 20 guinées pour une peinture en chiaroscuro. En 1768, nouveau prix, de 26 guinées, pour une composition d'histoire. Entre-temps, il rejoint la Society of Artists, où il expose entre 1767 et 1773. Il est également invité à exposer des portraits à la Royal Academy que préside Reynolds.
Vers 1773-1774, il retourne à Paris et épouse l'assistante de son père, la sculptrice Marie-Anne Collot puis entreprend un voyage à Saint-Pétersbourg avec son épouse pour travailler aux côtés de son père, et revient ensuite dans la capitale française en 1778. Il croise Denis Diderot, très lié à son père.
Il meurt à Paris le 25 juin 1791, âgé de 49 ans, quelques mois après son père.

## Œuvre
La carrière de Falconet reste surtout prolifique en Angleterre où il produit de nombreux portraits à la mine de plomb et peints ainsi qu'un certain nombre de traduction de tableaux en gravure (dont ceux de François Boucher). Ces portraits furent eux-mêmes gravés par D. P. Pariset, Victor-Marie Picot, Valentine Green, Burnet Reading, William Hibbart (1725-1808), James Watson (1739-1790), John Dixon, Gabriel Smith (1724-1783), et Johann Friedrich Bause.
Certaines gravures originales de Falconet représente l'atelier de son père.
Lady de Grey lui commissionna la décoration d'une folie, un temple à la mode chinoise dans le Bedfordshire.
En 1866, la fille de Pierre-Étienne et Marie-Anne Collot, Marie-Lucie Falconet, baronne de Jankowitz de Jeszenisce, lègue une partie de leurs travaux et d'importantes archives au musée des beaux-arts de Nancy.